# 松井飛雄馬
松井 飛雄馬（まつい ひゅうま、1991年3月17日 - ）は、元プロ野球選手（内野手）。登録名は「飛雄馬」。
父は元ロッテオリオンズ外野手の松井一弥（ドラフト外、一軍出場なし）。

## 経歴

### プロ入り前
野球は小学校から始める。高校は親元を離れて島根県の江の川高校（現・石見智翠館高等学校）へ進学。3年時の夏は、島根大会2回戦で敗退。甲子園出場経験はなし。2学年先輩に小林寛がいる。
高校卒業後は、社会人野球の三菱重工広島に入社。1年目は、高卒ルーキーながら遊撃手のレギュラーに定着。第80回都市対抗野球大会、第36回社会人野球日本選手権大会にもスタメンで出場した。2年目には、7月に行なわれたプロアマ交流戦では広島東洋カープの今村猛から本塁打を放つ。さらに、第81回都市対抗野球大会初戦の東邦ガス戦で、1点を勝ち越した直後の6回1死一、二塁で、右越え3ランを放ち全国大会で結果を残した。3年目に出場した第82回都市対抗野球大会は準々決勝でJR東日本に0-4で敗退した。
2011年10月27日、プロ野球ドラフト会議で横浜ベイスターズから7位指名を受けた。

### プロ入り後
2012年、1月6日に登録名を飛雄馬にする事が、球団から発表された。同年の公式戦終了後にフェニックスリーグに参加していたが、球団内で取り組んでいる「禁煙」が守れなかったとして、参加を取り止めさせられた。オフには、阿斗里、一輝、啓二朗の登録名が本名に戻されたが、飛雄馬は据え置かれた。
2013年、二軍で79試合に出場、打率.255、6本塁打、22打点の成績を残した。この年までの2年間での一軍出場はなかった。
2014年、二軍で規定打席に到達、4本塁打32打点、打率.299を記録した。4月と10月には一軍昇格も果たし4試合に出場したが、8打数無安打に終わっている。
2015年、初の開幕一軍入りを果たすと、3月29日の読売ジャイアンツ戦、シーズン初打席でプロ初安打を放った。しかし、4月19日の東京ヤクルトスワローズ戦で、サヨナラ適時失策をした。9月28日対広島東洋カープ戦では、一岡竜司から逆方向右越えのプロ初本塁打を放った。主に遊撃手として倉本寿彦、白崎浩之と併用され、59試合に出場した。オフに乙坂智と共に、ドミニカ共和国で開催されるウィンターリーグに参加した。
2016年は、春季キャンプでMVPに選ばれ開幕一軍で迎え、4月27日の中日ドラゴンズ戦で山井大介からシーズン初本塁打。しかし出場機会が少ないまま二軍へ降格。白崎浩之との入れ替わりで4月19日に昇格し6・7番三塁手としてレギュラー起用されるが、打率1割台と結果を残せず5月4日再降格。8月11日再昇格しベンチ入りするが、今度は戸柱恭孝・髙城俊人の捕手二人体制の緊急時に第三捕手としての役割も想定した控えの役割であった。最終的にシーズン5安打、1本塁打に終わった。
2017年は、開幕を二軍で迎えた。7月10日にシーズン初昇格し7月12日の広島戦（MAZDA Zoom-Zoomスタジアム広島）で2番二塁手でシーズン初スタメンを果たしたが、7月23日に二軍降格となった。
2018年は、一軍での出場はわずか4試合、2019年は、一軍での出場は5試合に終わった。
2020年は、二軍で打率.356、OPS.946と自己最高の成績を残した。しかし、6年ぶりに一軍未出場に終わり、11月3日に戦力外通告が公示され、12月26日に現役引退を発表した。
2021年1月よりDeNAの球団職員となり、横浜DeNAベイスターズベースボールスクールのコーチとして子供達への野球指導を行っている。

## 選手としての特徴・人物

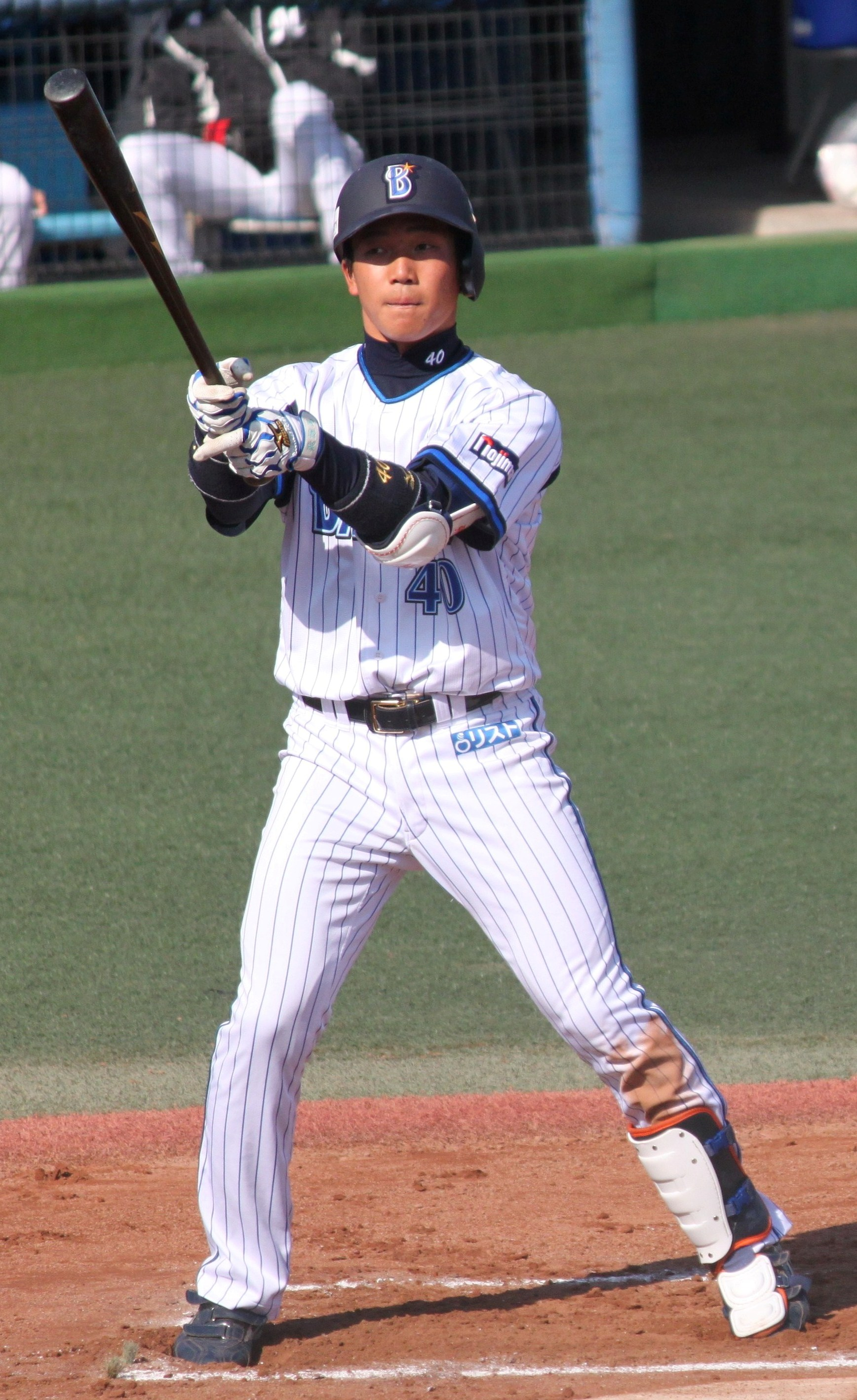
飛雄馬の打撃フォーム
（2012年4月1日、横須賀スタジアム）

打球に対する反応が良く、ハンドリングも滑らかな守備には定評があり、打撃面でも長打力を備えている。
名前の「飛雄馬」は、母が野球漫画「巨人の星」のファンであることから命名した。なお、本人は「巨人の星」を読んだことがないという。
右投げ右打ちだが、左利きである。
応援団が宮﨑敏郎の応援歌に小田嶋正邦の曲を流用した際、同曲を飛雄馬に使用する可能性があった。

## 詳細情報

### 年度別打撃成績
| 年 度    | 球 団    | 試 合 | 打 席 | 打 数 | 得 点 | 安 打 | 二 塁 打 | 三 塁 打 | 本 塁 打 | 塁 打 | 打 点 | 盗 塁 | 盗 塁 死 | 犠 打 | 犠 飛 | 四 球 | 敬 遠 | 死 球 | 三 振 | 併 殺 打 | 打 率 | 出 塁 率 | 長 打 率 | O P S |
| -------- | -------- | ----- | ----- | ----- | ----- | ----- | -------- | -------- | -------- | ----- | ----- | ----- | -------- | ----- | ----- | ----- | ----- | ----- | ----- | -------- | ----- | -------- | -------- | ----- |
| 2014     | DeNA     | 4     | 8     | 8     | 0     | 0     | 0        | 0        | 0        | 0     | 0     | 0     | 0        | 0     | 0     | 0     | 0     | 0     | 3     | 0        | .000  | .000     | .000     | .000  |
| 2015     | DeNA     | 59    | 135   | 116   | 14    | 26    | 9        | 1        | 1        | 40    | 9     | 1     | 0        | 15    | 0     | 3     | 0     | 1     | 23    | 2        | .224  | .250     | .345     | .595  |
| 2016     | DeNA     | 17    | 38    | 35    | 3     | 5     | 0        | 0        | 1        | 8     | 1     | 0     | 0        | 0     | 0     | 1     | 0     | 2     | 8     | 0        | .143  | .211     | .229     | .439  |
| 2017     | DeNA     | 3     | 5     | 5     | 0     | 0     | 0        | 0        | 0        | 0     | 1     | 0     | 0        | 0     | 0     | 0     | 0     | 0     | 0     | 0        | .000  | .000     | .000     | .000  |
| 2018     | DeNA     | 4     | 8     | 7     | 0     | 1     | 0        | 0        | 0        | 1     | 0     | 0     | 1        | 0     | 0     | 1     | 0     | 0     | 3     | 0        | .143  | .250     | .143     | .393  |
| 2019     | DeNA     | 5     | 5     | 5     | 0     | 0     | 0        | 0        | 0        | 0     | 0     | 0     | 0        | 0     | 0     | 0     | 0     | 0     | 1     | 0        | .000  | .000     | .000     | .000  |
| NPB：6年 | NPB：6年 | 92    | 199   | 176   | 17    | 32    | 9        | 1        | 2        | 49    | 11    | 1     | 1        | 15    | 0     | 5     | 0     | 3     | 38    | 2        | .182  | .217     | .278     | .496  |

### 年度別守備成績
| 年 度 | 球 団 | 二塁  | 二塁  | 二塁  | 二塁  | 二塁  | 二塁     | 三塁  | 三塁  | 三塁  | 三塁  | 三塁  | 三塁     | 遊撃  | 遊撃  | 遊撃  | 遊撃  | 遊撃  | 遊撃     |
| 年 度 | 球 団 | 試 合 | 刺 殺 | 補 殺 | 失 策 | 併 殺 | 守 備 率 | 試 合 | 刺 殺 | 補 殺 | 失 策 | 併 殺 | 守 備 率 | 試 合 | 刺 殺 | 補 殺 | 失 策 | 併 殺 | 守 備 率 |
| ----- | ----- | ----- | ----- | ----- | ----- | ----- | -------- | ----- | ----- | ----- | ----- | ----- | -------- | ----- | ----- | ----- | ----- | ----- | -------- |
| 2014  | DeNA  | -     | -     | -     | -     | -     | -        | 1     | 1     | 1     | 0     | 0     | 1.000    | 2     | 0     | 4     | 1     | 0     | .800     |
| 2015  | DeNA  | 6     | 10    | 15    | 0     | 3     | 1.000    | 19    | 6     | 10    | 2     | 0     | .889     | 29    | 24    | 66    | 1     | 4     | .989     |
| 2016  | DeNA  | 1     | 0     | 0     | 0     | 0     | ----     | 12    | 8     | 11    | 3     | 3     | .864     | 1     | 1     | 0     | 0     | 0     | 1.000    |
| 2017  | DeNA  | 1     | 1     | 6     | 0     | 0     | 1.000    | -     | -     | -     | -     | -     | -        | -     | -     | -     | -     | -     | -        |
| 2018  | DeNA  | -     | -     | -     | -     | -     | -        | 3     | 3     | 3     | 0     | 0     | 1.000    | -     | -     | -     | -     | -     | -        |
| 通算  | 通算  | 8     | 11    | 21    | 0     | 3     | 1.000    | 35    | 18    | 25    | 5     | 3     | .896     | 32    | 25    | 70    | 2     | 4     | .979     |

### 記録
- 初出場：2014年4月27日、対阪神タイガース6回戦（横浜スタジアム）、7回裏に山口俊の代打で出場
- 初打席：同上、7回裏に伊藤和雄から空振り三振
- 初先発出場：2014年10月3日、対読売ジャイアンツ23回戦（東京ドーム）、7番・遊撃手で先発出場
- 初安打・初打点：2015年3月29日、対読売ジャイアンツ3回戦（東京ドーム）、6回表に高木勇人から中越適時三塁打
- 初盗塁：2015年4月26日、対中日ドラゴンズ6回戦（横浜スタジアム）、1回裏に二盗（投手：若松駿太、捕手：桂依央利）
- 初本塁打：2015年9月28日、対広島東洋カープ25回戦（横浜スタジアム）、　9回裏に一岡竜司から右越2ラン

### 背番号
- 40 （2012年 - 2020年）

### 登録名
- 飛雄馬 （ひゅうま、2012年 - 2020年）